# 山本未奈子
山本 未奈子（やまもと みなこ、1975年 - ）は、株式会社V Holdings代表取締役。
MNC New York株式会社 代表取締役。
株式会社Be-A Janapan 取締役。

## 来歴
中学からイギリスへ留学。
1997年、University College London卒業。
1998年、日商岩井入社。
2001年、UBS証券へ転職し、デリバティブセールスとして勤めた。
2007年、渡米し、Atelier Esthetique Instituteで学び、ニューヨーク州認定セラピスト、英国ITEC認定国際ビューティースペシャリスト民間資格取得。
2009年3月、MNC New York株式会社設立。代表取締役就任。
同年7月、ウェルネスブランド「SIMPLISSE」発表。
2014年12月、キングソフト代表取締役 翁永飆とInagora株式会社設立、中国向けECアプリ「豌豆公主」発表。
2020年3月、株式会社Be-A Japan設立。代表取締役就任。
同年7月、サニタリーショーツブランド「Bé-A」発表。
2021年3月、株式会社ポピンズホールディングス 顧問就任。
2022年5月、株式会社V Holdings設立。MNC New YorkおよびBe-A Japanの経営統合。
2023年8月、ピルボックスジャパン株式会社 社外取締役就任。

## 出版
- 『今まで誰も教えてくれなかった極上美肌論』武田ランダムハウスジャパン (2009年10月)
- 『輝いている女性は密かにやっているNY発全身美肌術』マガジンハウス (2010年12月)
- 『美人になる食べ方』 幻冬舎 (2011年4月)
- 『毛穴レス美肌バイブル』マイナビ (2011年8月)
- 『髪が10年若返る頭皮ケアで始める美髪バイブル』講談社 (2012年8月)
- 『本当に知りたかった美肌の教科書』講談社 (2013年8月)
- 『なんでやせないんだろう？35歳からの「もう太らない自分」の作り方』講談社 (2016年6月)
- 『極上美肌術：打造零毛孔的無齡美顏』台湾 尖端出版(2013年3月)
- 『美肌法则：零毛孔护理宝典』中国纺织出版社(2014年1月)

## 出演

### イベント
- 日経SDGs シンポジウム「世界一の技術を目指す！SDGsベンチャー社長、2人の挑戦」（日経ホール）
- 男女高校生向け生理セミナー（湘南学園中学校高等学校）
- ダイエット＆ビューティーフェア（東京ビッグサイト）
- 日本アンチエイジング歯科学会（日本歯科大学）
- Diorエキシビジョントークショー（銀座）
- 起業女子全力応援交流会（東京ウィメンズプラザ）
- VOGUEファッションズナイトアウト大阪（うめだ阪急本店）
- Panasonic Beauty Premium体験イベント（表参道ヒルズ）
- ELLE WOMEN in SOCIETY （渋谷ヒカリエ）